# Medalion (architektura)

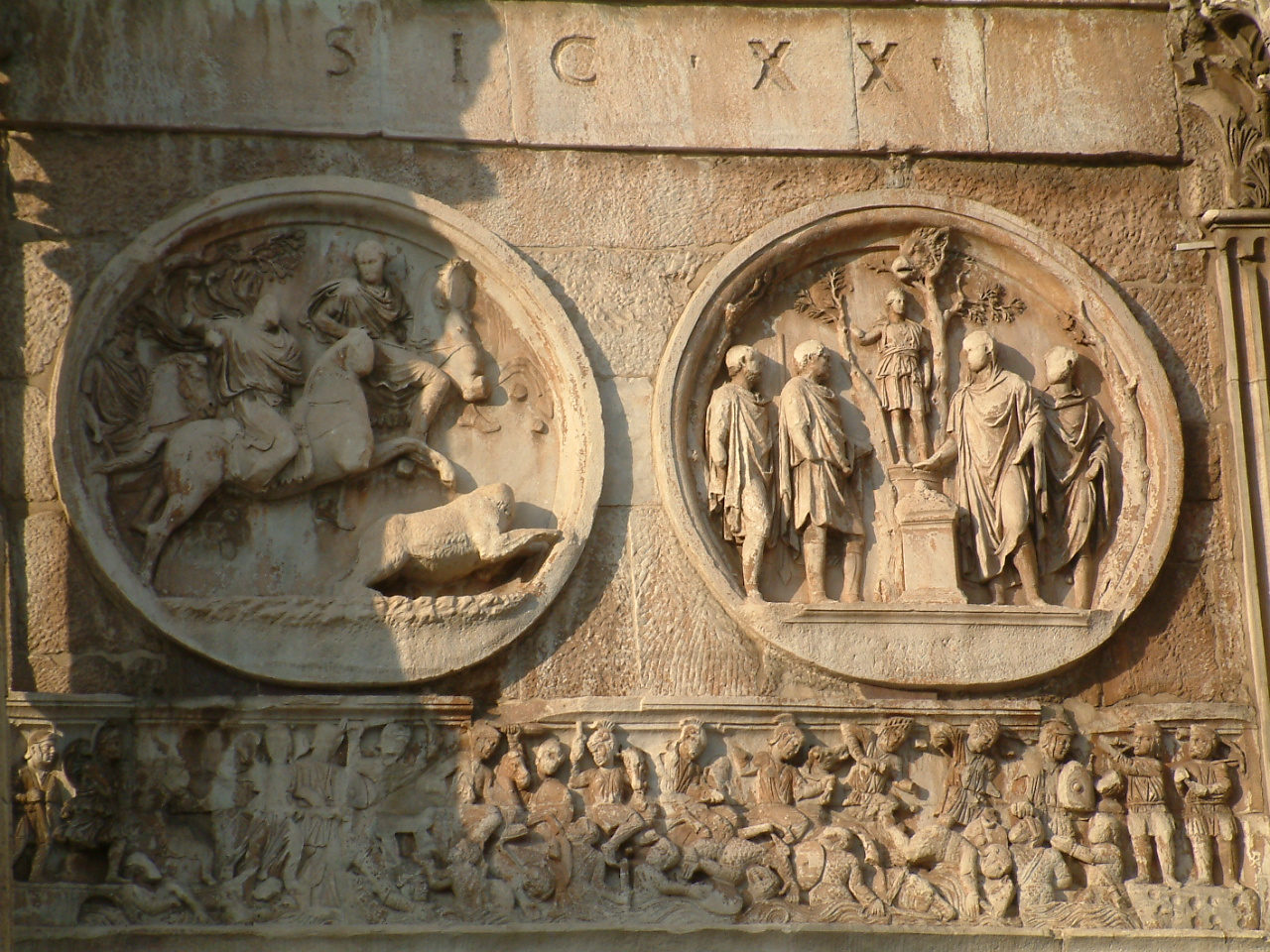
medalion naścienny

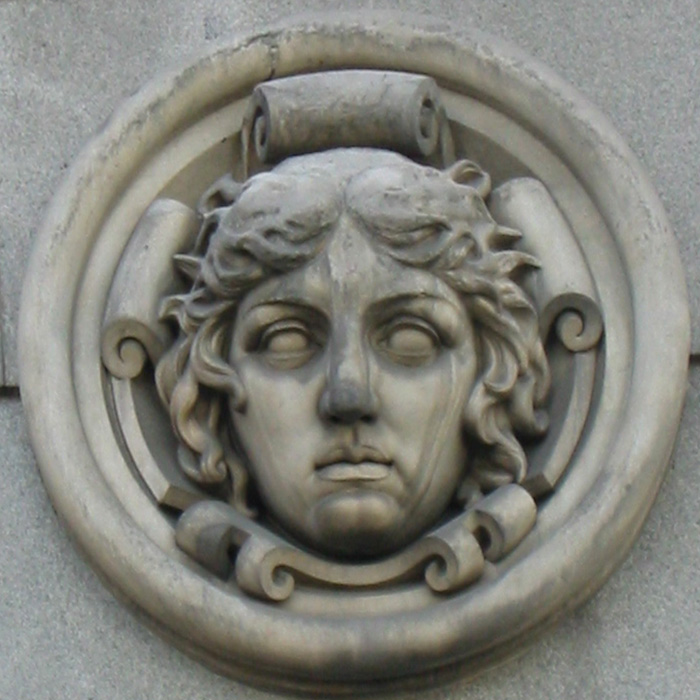
medalion naścienny

Medalion – owalny lub okrągły element dekoracyjny umieszczany na fasadzie lub na ścianie wewnątrz pomieszczenia oraz na meblach. Wewnątrz medalionu znajdowała się płaskorzeźba lub obraz.
Medaliony stosowano zwłaszcza w architekturze renesansu, baroku i klasycyzmu.